# Episodi di Alice (quinta stagione)
La quinta stagione della serie televisiva Alice è stata trasmessa negli Stati Uniti dal 2 novembre 1980 al 3 maggio 1981, posizionandosi al 7º posto nei rating Nielsen di fine anno con il 22,9% di penetrazione e con una media superiore ai 18 milioni di spettatori.
| nº | Titolo originale                         | Titolo italiano | Prima TV USA     | Prima TV Italia |
| -- | ---------------------------------------- | --------------- | ---------------- | --------------- |
| 1  | Mel and the Green Machine                |                 | 2 novembre 1980  |                 |
| 2  | Dog Day Evening                          |                 | 9 novembre 1980  |                 |
| 3  | Hello Vegas, Goodbye Diner               |                 | 16 novembre 1980 |                 |
| 4  | Too Many Robert Goulets                  |                 | 16 novembre 1980 |                 |
| 5  | Vera's Aunt Agatha                       |                 | 23 novembre 1980 |                 |
| 6  | Tommy's TKO                              |                 | 30 novembre 1980 |                 |
| 7  | The New Improved Mel                     |                 | 7 dicembre 1980  |                 |
| 8  | Carrie Sings the Blues                   |                 | 21 dicembre 1980 |                 |
| 9  | Henry's Bitter Half                      |                 | 4 gennaio 1981   |                 |
| 10 | Alice Locks Belle Out                    |                 | 11 gennaio 1981  |                 |
| 11 | Vera Goes Out on a Limb                  |                 | 18 gennaio 1981  |                 |
| 12 | The Jerry Reed Fish Story                |                 | 1 febbraio 1981  |                 |
| 13 | Bye Bye, Birdie                          |                 | 8 febbraio 1981  |                 |
| 14 | Alice's Son, the Drop-Out                |                 | 15 gennaio 1981  |                 |
| 15 | Carrie Chickens Out                      |                 | 22 febbraio 1981 |                 |
| 16 | Macho, Macho Mel                         |                 | 8 marzo 1981     |                 |
| 17 | The Great Escape                         |                 | 15 marzo 1981    |                 |
| 18 | Alice Strikes Up the Band                |                 | 29 marzo 1981    |                 |
| 19 | Who's Kissing the Great Chef of Phoenix? |                 | 5 aprile 1981    |                 |
| 20 | Baby Makes Five                          |                 | 3 maggio 1981    |                 |